# Bill Ackman
William Albert Ackman (1966. május 11. –) amerikai milliárdos fedezeti alapkezelő, a Pershing Square Capital Management fedezeti alapokat kezelő társaság alapítója és vezérigazgatója. Befektetési megközelítése aktivista befektetővé tette. 2023 júniusára Ackman nettó vagyonát 3,5 milliárd dollárra becsülte a Forbes.

## Fiatalkora és tanulmányai
Ackman a New York-i Chappaquában nevelkedett Ronnie I. (született Posner) és Lawrence David Ackman fiaként, aki egy New York-i ingatlanfinanszírozási cég, az Ackman-Ziff Real Estate Group korábbi elnöke volt. Askenázi zsidó származású. 1988-ban Bachelor of Arts fokozatot szerzett magna cum laude címmel társadalomtudományból a Harvard College-ban, Cambridge-ben, Massachusettsben. Szakdolgozatának címe Scaling the Ivy Wall: The Jewish and Asian American Experience in Harvard Admissions. 1992-ben Master of Business Administration fokozatot szerzett a Harvard Business Schoolon.

## Karrier

### Gotham Partners
1992-ben Ackman megalapította a Gotham Partners befektetési céget a Harvardon végzett David P. Berkowitz-cal. A cég kisebb befektetéseket eszközölt állami vállalatokban. 1995-ben Ackman együttműködött a Leucadia National biztosító- és ingatlancéggel, hogy ajánlatot tegyen a Rockefeller Centerre. Bár nem nyerték meg az ügyletet, az ajánlat felkeltette a befektetők érdeklődését Gotham iránt: három évvel később a Gotham 500 millió dolláros vagyonnal (AUM) rendelkezett. 2002-re Gotham pereskedésbe kezdett különböző külső részvényesekkel, akik szintén érdekeltek voltak azokban a cégekben, amelyekbe Gotham befektetett.
2002-ben Ackman kutatást végzett az MBIA-nál, hogy megkérdőjelezze a Standard & Poor's kötvényeinek AAA minősítését. A pénzügyi szolgáltató céggel kapcsolatos 725 000 oldalnyi nyilatkozat lemásolásáért díjat számított fel, mivel ügyvédi irodája megfelelt az idézésnek. Ackman az MBIA strukturált pénzügyi üzletága és önkormányzati kötvénybiztosítási üzletága közötti felosztást szorgalmazta.
Azzal érvelt, hogy az MBIA-t törvényileg korlátozták a több milliárd dolláros hitel-nemteljesítési csereügylet (CDS) kereskedésében, amelyet az MBIA különféle jelzálog-fedezetű fedezett adósságkötelezettségek (CDO-k) ellen adott el, és egy második vállalatot, a LaCrosse Financial Products-t használja, amelyet az MBIA leírt. mint „elárvult transzformátor”. Ackman hitel-nemteljesítési csereügyleteket vásárolt az MBIA vállalati adósságokkal szemben, és a 2007–2008-as pénzügyi válság idején nagy haszonnal eladta azokat. A SEC-hez benyújtott 13D szerint 2009. január 16-án számolt be rövid pozíciójáról az MBIA-nál.
2003-ban viszály alakult ki Ackman és Carl Icahn között a Hallwood Realty-t érintő ügylet miatt. Megállapodtak egy „ shmuck- biztosításban”, amelynek értelmében, ha Icahn 3 éven belül eladná a részvényeket, és legalább 10%-os nyereséget termelne, ő és Ackman megosztják a bevételt. Icahn részvényenként 80 dollárt fizetett. 2004 áprilisában a HRPT Property Trust megvásárolta a Hallwoodot, részvényenként 136,16 dollárt fizetve. A "szerződés" értelmében Icahn mintegy 4,5 millió dollárral tartozott Ackmannek és befektetőinek. Icahn viszont nem volt hajlandó fizetni ezért Ackman beperelte. Nyolc évvel később Icahn bírósági végzéssel kénytelen volt fizetni az évi 4,5 millió dollár plusz 9%-os kamatot.

### Pershing Square Capital Management
Ackman 2004-ben 54 millió dollárral, a személyi vagyonából és a korábbi üzleti partnerétől, a Leucadia Nationaltól elindította a Pershing Square Capital Managementet.
2010-ben a Pershing elkezdett JC Penney részvényeket vásárolni, átlagosan 22 dollárt fizetve 39 millió részvényért, ami JC Penney részvényeinek 18%-a. 2013 augusztusában az áruház átalakítását célzó kétéves kampány hirtelen véget ért, amikor Ackman kilépett az igazgatóságból, miután nézeteltérése támadt az igazgatótanács tagjaival.
2015 januárjában az LCH Investments Ackmant a világ 20 legjobb fedezetialap-kezelője közé sorolta, miután a Pershing Square 2014-ben 4,5 milliárd dollár nettó nyereséget ért el a befektetők számára, így az alap az élettartama során elért nyereség 11,6 milliárd dollárra nőtt 2004 eleje és 2014 vége között.

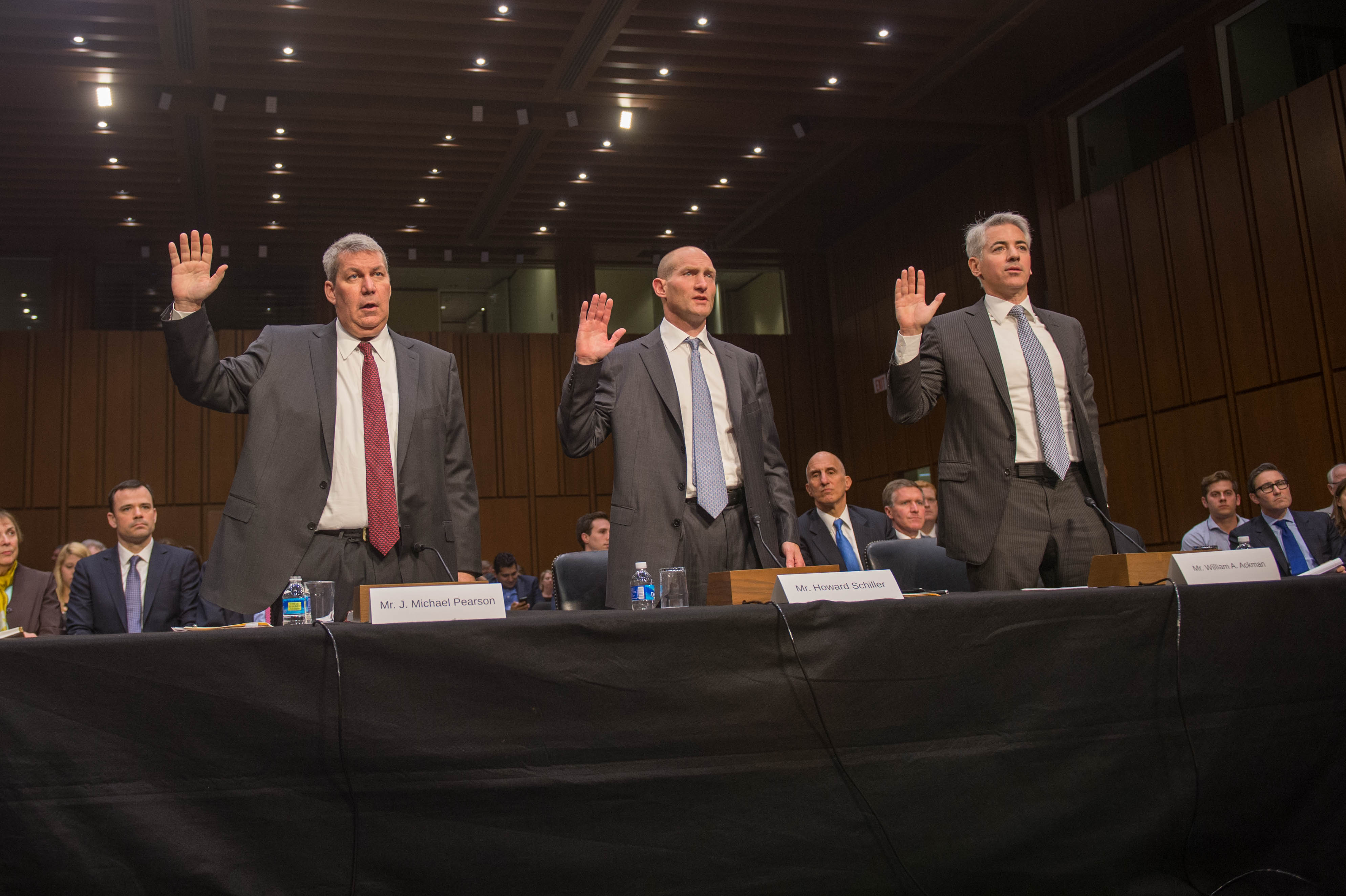
Ackman, a Valeant vezérigazgatója, Michael Pearson és a Valeant pénzügyi igazgatója, Howard Schiller tanúskodnak a Kongresszus előtt 2016. április 27-én

2016. április 27-én Ackman a Valeant Pharmaceuticals leköszönő vezérigazgatójával, J. Michael Pearsonnal és a vállalat korábbi ideiglenes vezérigazgatójával, Howard Schillerrel együtt tanúskodtak az Egyesült Államok Szenátusának öregedéssel foglalkozó különleges bizottsága előtt. A tanúskodó testület válaszolt a bizottságnak a Valeant üzleti modellje és ellentmondásos árképzési gyakorlata által a betegekre és az egészségügyi rendszerre gyakorolt következményekkel kapcsolatos aggályaira. Ackman így kezdte a vallomását: "A Valeant részvényeseként elismerem, hogy befektetésem a Valeant stratégiájának támogatása volt." Ackman 2017 márciusában mintegy 300 millió dollárért eladta fennmaradó 27,2 milliós Valeant részvénypozícióját a Jefferies befektetési banknak. Becslések szerint a pozíció teljes költsége, beleértve a közvetlen részvényvásárlásokat és a Nomura Global Financial Products-szal kereskedett 9,1 millió részvényt, 4,6 milliárd dollár volt, ami jelentős veszteséget okozott számára.

#### Herbalife short
2012 decemberében Ackman kiadott egy kutatási jelentést, amely bírálta a Herbalife többszintű marketing üzleti modelljét, és piramisjátéknak nevezte azt. Ackman nyilvánosságra hozta, hogy fedezeti alapja, a Pershing Square Capital Management 2012 májusától kezdődően közvetlenül (nem származékos ügyletekkel) értékesítette a vállalat részvényeit, ami a Herbalife részvényeinek árfolyamának csökkenését okozta.
Néhány hónappal Ackman első megjegyzései után a milliárdos befektető, Carl Icahn megtámadta Ackmant a nemzeti tévében. Nem sokkal ezután Icahn megvásárolta a Herbalife International (HLF) részvényeit. Miközben Icahn folytatta a HLF-részvények felvásárlását, a részvények árfolyama tovább erősödött. 2013 májusára Icahn a cég 16,5%-át birtokolta. Ez a szám 2013 novemberére 6,4%-ra csökkent.
2014-ben Ackman 50 millió dollárt költött a Herbalife elleni PR-kampányra.
Bob Barr (R-GA) volt képviselő felszólította a Kongresszust, hogy vizsgálja meg, hogy Ackman hogyan használta a PR-t és a szabályozói nyomást rövid kampánya során, Harvey Pitt, az Egyesült Államok Értékpapír- és Tőzsdefelügyeletének (SEC) volt elnöke pedig megkérdőjelezte, hogy Ackmannak az volt-e a célja, hogy az árat mozgassa, semmint terjessze az igazságot. 2014-ben Ed Markey szenátor  levelet írt a szövetségi szabályozó hatóságoknak, köztük a Szövetségi Kereskedelmi Bizottságnak (FTC) és a SEC-nek, és követelte, hogy indítsanak vizsgálatot a Herbalife üzleti gyakorlatával kapcsolatban. A levelek megjelenésének napján a cég részvényei 14%-ot estek. Markey később azt mondta a Boston Globe-nak, hogy munkatársai nem tájékoztatták őt arról, hogy Ackman anyagi hasznot húzna a tetteiből, és a fogyasztói jogok miatt védte a leveleket. A New York Times arról számolt be, hogy Ackman 32 000 dollárt adományozott a Demokrata Szenátori Kampánybizottságnak 2013. április 30-án, ugyanazon a napon, amikor Markey megnyerte a demokraták előválasztását a massachusettsi szenátusi rendkívüli választáson. A Demokrata Szenátori Kampánybizottság ezt követően jelentős összeget adományozott Markey kampányára alig több mint egy hónappal később.
2014 márciusában a New York Times arról számolt be, hogy Ackman olyan taktikákat alkalmazott a Herbalife-ba vetett közbizalom aláásására, hogy csökkentse részvényeinek árfolyamát, beleértve az állami és szövetségi szabályozó hatóságok nyomását, hogy vizsgálják ki a céget, lefizetett egyéneket azért, hogy az ellene folytatott gyűlésekre utazzanak és részt vegyenek. a Pershing Square nonprofit latin szervezeteknek szánt adományokra fordított kiadásainak növelése. A cikk szerint olyan csoportok, mint a Hispanic Federation és a National Consumers League, számos levelet küldtek a szövetségi szabályozó hatóságoknak. "Mindenkit, akit a The Times megkeresett az interjúkban elismerték, hogy a leveleket azután írták, hogy a Pershing Square képviselői lobbiztak bennük, vagy azt mondták, egyáltalán nem emlékeztek a levelek megírására. Ackman csapata ekkor kezdett el fizetni néhány ilyen csoportnak, körülbelül 130 000 dollár értékben, köztük a Spanyol Föderációnak – akik azt mondták, hogy a pénzt a Herbalife áldozatainak felkutatására használták fel."
2014. december 2-ra a részvények árfolyama közel 50%-kal 42,08 dollárra esett a január 8-i 83,48 dolláros csúcsról. Még abban a hónapban a Pershing Square Capital kiadta a 2005-ös Herbalife disztribútor tréninget, amelyen egy alkalmazott magas fluktuációt írt le, arra utalva, hogy a vállalat üzleti modellje nem fenntartható. A Bloombergnek adott interjújában Ackman szövetségi ellenőrzésre és adósságra hivatkozva azt jósolta, hogy a vállalat 2015-ben vagy 2016 elején "robbanást" fog tapasztalni.
2015. március 12-én a The Wall Street Journal arról számolt be, hogy a manhattani amerikai ügyvédi hivatal és az FBI ügyészei azt vizsgálják, hogy az Ackman által felbérelt személyek „hamis kijelentéseket tettek-e a Herbalife üzleti modelljéről a szabályozó hatóságoknak és másoknak azért, hogy nyomozást indítsanak a társasággal kapcsolatban. csökkentse részvényárfolyamát". 2015 márciusában az Egyesült Államok kerületi bírója, Dale Fischer Los Angelesben (Kalifornia) elutasította a Herbalife befektetői által benyújtott keresetet, amely szerint a társaság illegális piramisjátékot működtet. Fischer döntésére reagálva a Herbalife részvényei körülbelül 13%-ot emelkedtek. A Herbalife és az FTC 2016 júliusában egyezségre jutott, és ezzel véget ért a céggel kapcsolatos nyomozás. A megegyezés napján a Fortune becslése szerint Ackman 500 millió dollárt veszített.
Ackman pozíciója a Herbalife-fal kapcsolatban 2013. január 25-én közel félórás élő beszélgetéshez vezetett a Herbalife-t támogató Carl Icahnnal a CNBC-n. A szegmens során Icahn "síró bébi az iskolaudvaron"-nak nevezte Ackmant, és azt állította, hogy a short pozíciójának a nyilvánosság elé kerülése végül a "minden idők short sqeezének anyjává" kényszeríti Ackmant. 2013. november 22-én Ackman a Bloomberg televízióban elismerte, hogy a Pershing Square nyitott short pozíciója a Herbalife-ban "400-500 millió dollár" mínuszban volt, de nem engedné, hogy kiszorítsák, és hogy a shortot akár "az a Föld végéig" tartaná.
2017 novemberében Ackman azt mondta a Reutersnek, hogy fedezte a short-eladási pozícióját, de továbbra is a Herbalife ellen fog fogadni, eladási opciókat használva a Pershing Square alapjainak legfeljebb 3%-ával.
2018. február 28-án Ackman kilépett a Herbalife elleni közel 1 milliárd dolláros fogadásból, miután a cég részvényei tovább emelkedtek.

#### Válasz a COVID-19-re
A 2020-as tőzsdekrach előtt Ackman fedezte a Pershing Square portfólióját, és 27 millió dollárt fektetett be hitelvédelembe, így bebiztosította a portfóliót a meredek piaci veszteségek ellen. A Pershing Square először 2020. március 3-án tette közzé a fedezetet. A Reuters szerint "Ackman azt mondta, hogy a fedezeti ügylet előnyösebb, mint az egyébként erős üzletágú cégportfólió eladása." A fedezet hatékony volt, kevesebb mint egy hónap alatt 2,6 milliárd dollárt termelt.
2020. március 18-án Ackman CNBC-nek adott érzelmes interjújában felszólította Trump elnököt az amerikai gazdaság „30 napos leállítására”, hogy lassítsa a koronavírus terjedését, és minimalizálja a leállásból fakadó emberveszteséget és gazdasági pusztulást. Ackman arra figyelmeztetett, hogy beavatkozás nélkül a szállodai készletek „lenullázódnak”, és hogy Amerikának „vége lehet úgy, ahogy mi ismerjük”. Arra is figyelmeztette az amerikai vállalatokat, hogy állítsák le a részvény-visszavásárlási programokat, mert "jön a pokol".
Ackman később több kritikát kapott amiatt, mert aktívan vásárolta a részvényeket azokban a vállalatokban, amelyekre figyelmeztette, hogy csődbe mennek; Ackman azonban már realizálta a nyereség nagyjából felét, mielőtt a CNBC-interjúban megjelent.
Egy 2020. novemberi interjúban Ackman azt mondta, hogy egyre jobban aggódott a COVID-19 miatt, mert látta a Fertőzés című filmet.

## Befektetési stílusa
Ackman azt mondta, hogy legsikeresebb befektetései mindig is ellentmondásosak voltak, és az aktivista befektetés első szabálya az, hogy "merész hívást intézzen, amiben senki sem hisz".
Legfigyelemreméltóbb piaci szerepei közé tartozik az MBIA kötvényeinek shortolása a 2007–2008-as pénzügyi válság során, a Canadian Pacific Railwayjel folytatott meghatalmazott harca, valamint részesedése a Target Corporationben, a Valeant Pharmaceuticals-ban és a Chipotle Mexikói Grill-ben. 2012 és 2018 között Ackman egymilliárd dolláros shortolást tartott a Herbalife táplálkozási társasággal szemben, amelyet piramisjátéknak nevezett többszintű marketingcégnek álcázva. Erőfeszítéseiről a Betting on Zero című dokumentumfilm számolt be.
A 2015–2018-as gyenge teljesítményét követően Ackman 2018 januárjában azt mondta a befektetőknek, hogy vissza fog térni az alapokhoz: leépíti a személyzetet, véget vet az idejét felemésztő befektetői látogatásoknak, és bebetonozza magát az irodába, hogy kutatásokat végezzen. A következő évben a Pershing Square 58,1% profitot hozott, amit a Reuters "a világ egyik legjobban teljesítő fedezeti alapjának" minősítette 2019-ben
Ackman azt mondta, hogy csodálja az olyan shortosokat, mint Carson Block a Muddy Waters Capitaltól és Andrew Left a Citron Research-től.

## Filantrópia
Aláírója a The Giving Pledge-nek, és elkötelezte magát, hogy élete végéig vagyonának legalább 50%-át jótékony célokra fordítsa.
Ackman olyan jótékonysági ügyeket szolgált, mint például a Center for Jewish History, ahol sikeresen vezette a 30 millió dolláros adósság visszavonását, és személyesen 6,8 millió dollárral járult hozzá. Bruce Berkowitznak, a Fairholme Capital Management alapítójának és Joseph Steinbergnek, a Leucadia National elnökének az adománya volt a három legnagyobb egyéni ajándék, amelyet a központ valaha is kapott.
Ackman alapítványa 1,1 millió dollárt adományozott a New York-i Innocence Projectnek és a New Jersey állambeli Princetonban működő Centurion Ministriesnek.
2006-ban Ackman és felesége, Karen megalapították a Pershing Square Alapítványt, hogy támogassák az innovációt a gazdaságfejlesztést, az oktatást, az egészségügyet, az emberi jogokat, a művészeteket és a városfejlesztést. Az alapítvány a Planned Parenthood egyik fő adományozója. 2006-os megalakulása óta az alapítvány több mint 400 millió dollár támogatást vállalt 2011-ben Ackmanék a The Chronicle of Philanthropy "Philanthropy 50" legnagylelkűbb adományozóinak listáján szerepeltek.
2014 júliusában a Challenged Athletes Foundation, amely sporteszközöket biztosít a testi fogyatékkal élőknek, kitüntette Ackmant a New York-i Waldorf Astoria szállodában rendezett ünnepi adománygyűjtésen, amiért segítettek rekord mértékű 2,3 millió dollárt összegyűjteni.
2021. március 15-én bejelentette, hogy 26,5 millió részvényt adományozott a Coupang dél-koreai e-kereskedelmi vállalatnak 1,36 milliárd dollár értékben.
2022 decemberében Ackman a David Lynch Alapítvánnyal együttműködve jótékony célra árverésre bocsátott egy ebédet önmagával. A bevételt "New York-i egészségügyi dolgozók, rendőrök és veteránok megsegítésére fordítanák, akik nap mint nap küzdenek a szorongással, a depresszióval, a függőségekkel és az öngyilkossággal", Ackman pedig a nyertes licit összegével támogatja az alapítványt. A korábbi licitekhez képest a legmagasabb nyertes ajánlat 210 000 dollár volt.
Ackman David M. Sabatini biológus támogatója, akit korábban elbocsátott a Howard Hughes Medical Institute, és lemondott a Whitehead Institute-tól és az MIT-től a szexuális visszaélésekkel kapcsolatos vádak és vizsgálatok miatt. 2022. március 1-jén a Pershing Square Alapítvány egyik rendezvényén megjegyzéseket tett Sabatini méltánytalan bánásmódjáról. 2023 februárjában Ackman bejelentette, hogy alapítványa és egy névtelen adományozó közösen 25 millió dollárral finanszírozza Sabatini, hogy öt év alatt új kutatólaboratórium hozzanak létre és üzemeltessék.

## Személyes nézetei
2021-ben Ackman támogatta Kyle Rittenhouse önvédelmi keresetét, miközben a büntetőper folyamatban volt. Ackman jóslata a felmentő ítéletről pontosnak bizonyult.
2023 októberében, a 2023-as Izrael–Hamász-háború kitörését követően több harvardi egyetemi hallgatói csoport írt alá egy levelet, amelyben elítélte az izraeli államot. A nyilatkozat szerint az "izraeli rezsim teljes mértékben felelős minden kibontakozó erőszakért", kijelentették, hogy Gázában palesztinok milliói "kénytelenek szabadtéri börtönben élni", és felszólították a Harvardot, hogy "tegyen lépéseket a folyamatban lévő palesztin megsemmisítés megállítása érdekében". Ackman válaszul levelet írt, és az összes diák nevének közzétételét kérte, hogy biztosíthassa cége és mások még "véletlenül se vegyék fel" az aláírók egyikét sem. Ackman kijelentette: "Nem szabad vállalati pajzs mögé bújni, amikor a terroristák cselekedeteit támogató nyilatkozatokat adnak ki", és a neveket "nyilvánosra kell hozni, hogy nézeteiket nyilvánosan megismerjék". Ackman álláspontját más vezérigazgatók is támogatták, például Jonathan Neman, David Duel és Jake Wurzak. A Harvard korábbi elnöke, Lawrence Summers, bár egyetértett Ackmannel abban, hogy meg kell vizsgálni az alkalmazottak politikai nézeteit, Ackman névlistára vonatkozó kérését " Joe McCarthy dolgainak" nevezte.
Novemberben Ackman megvédte Elon Muskot, miután az egyetértését fejezte ki egy felhasználóval, aki azt állította, hogy a „zsidó közösségeket” támogatják „az országukat elárasztó kisebbségi hordák”, és a „fehérek dialektikus gyűlöletet terjesztése ellen”.

## Magánélet
Ackman 1994. július 10-én feleségül vette Karen Ann Herskovitz tájépítészt. Három gyermekük van. 2016. december 22-én arról számolt be a pár, hogy elváltak.
2018-ban Ackman eljegyezte Neri Oxmannt. 2019 januárjában Oxman és Ackman a manhattani központi zsinagógában összeházasodtak, és 2019 tavaszán megszületett első közös gyermekük 2019 augusztusában Ackman írt az MIT Media Lab igazgatójának, Joi Itónak, hogy ne vegye el a kedvét attól, hogy megemlítse Oxmant Jeffrey Epstein elítélt szexuális bűnelkövető megvitatása során, aki 125 000 dollárt adományozott Oxman laboratóriumának.
Ackman támogatta Michael Bloomberget az Egyesült Államok leendő elnökjelöltjeként a 2016-os elnökválasztáson. Régóta adományoz demokrata jelölteknek és szervezeteknek, köztük Richard Blumenthalnak, Chuck Schumernek, Robert Menendeznek, a Demokrata Nemzeti Bizottságnak és a Demokrata Szenátori Kampánybizottságnak.
Ackman lelkes amatőr teniszező, és David Rubenstein 2020-as interjújában ellentmondásosan megjegyezte, hogy szoros, sőt páros mérkőzést tudna játszani John McEnroe ellen.
2017-ben Ackmannek volt egy Gulfstream G550 üzleti repülőgépe.

## Könyvek
- Ackman, Bill és a Pershing Square Capital Management (2014). Ki akar milliomos lenni?[93]

## Fordítás
Ez a szócikk részben vagy egészben  a   Bill Ackman című angol Wikipédia-szócikk ezen változatának fordításán alapul.  Az eredeti cikk szerkesztőit annak laptörténete sorolja fel. Ez a jelzés csupán a megfogalmazás eredetét és a szerzői jogokat jelzi, nem szolgál a cikkben szereplő információk forrásmegjelöléseként.